# Termostato

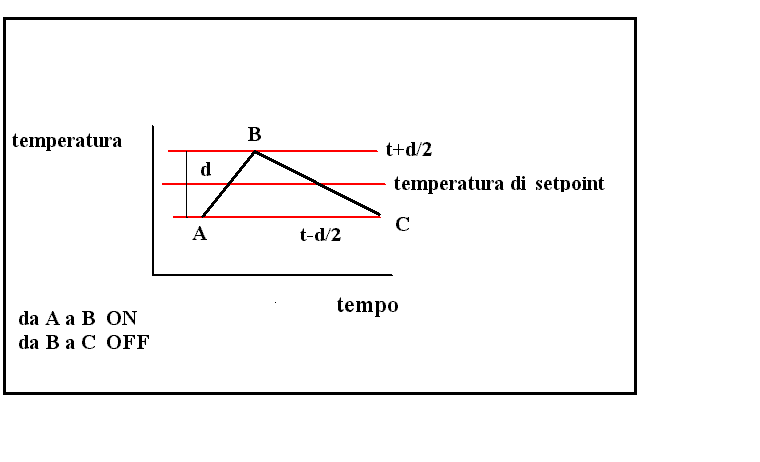
Figura 1

Un termostato è un componente costituito da un interruttore la cui azione on-off (chiuso-aperto) è comandata da una variazione di temperatura di un elemento sensibile che è parte del componente stesso. Il primo termostato fu prodotto dal chimico scozzese Andrew Ure nel 1830.
Si chiama termostato un sistema capace di cedere o assorbire calore senza mutare la propria temperatura.

## Descrizione
Come si può vedere in Figura 1, quando la temperatura è in salita, nel punto "B" il termostato commuta nella posizione off. Quando la temperatura è in discesa, nel punto C commuta nella posizione on e ricomincia il ciclo.
La linea di temperatura centrale è la temperatura di setpoint e il differenziale d è la differenza fra la temperatura che determina lo stato di off e quella che determina lo stato di on. Il tempo che intercorre nella commutazione on-off deve essere compatibile con le apparecchiature o fluidi comandati: tempi d'intervento troppo brevi potrebbero danneggiare le apparecchiature elettriche comandate (e generare disturbi sulla rete elettrica che non rispettano le normative CE sui flicker) e non sono quindi attuabili con questo tipo di regolazione. Il termostato è pertanto adatto a regolare la temperatura di ambienti in cui questa varia lentamente nel tempo (ambienti civili, frigoriferi…). 

## Funzione
La funzione del termostato può essere quella di:
- Regolare un flusso, ovvero agire su un componente fisico per modificarne la gestione.
- Interruttore elettrico, per il comando di un dispositivo elettrico, il quale a sua volta comanderà in modo più o meno vario gli organi che influiscono sulla temperatura scandagliata.

## Termostati meccanici
Nei termostati meccanici l'elemento sensibile è una lamina od un fluido in cui la variazione termica comporta una deformazione e pertanto è lo stesso elemento sensibile che determina lo stato dell'interruttore.

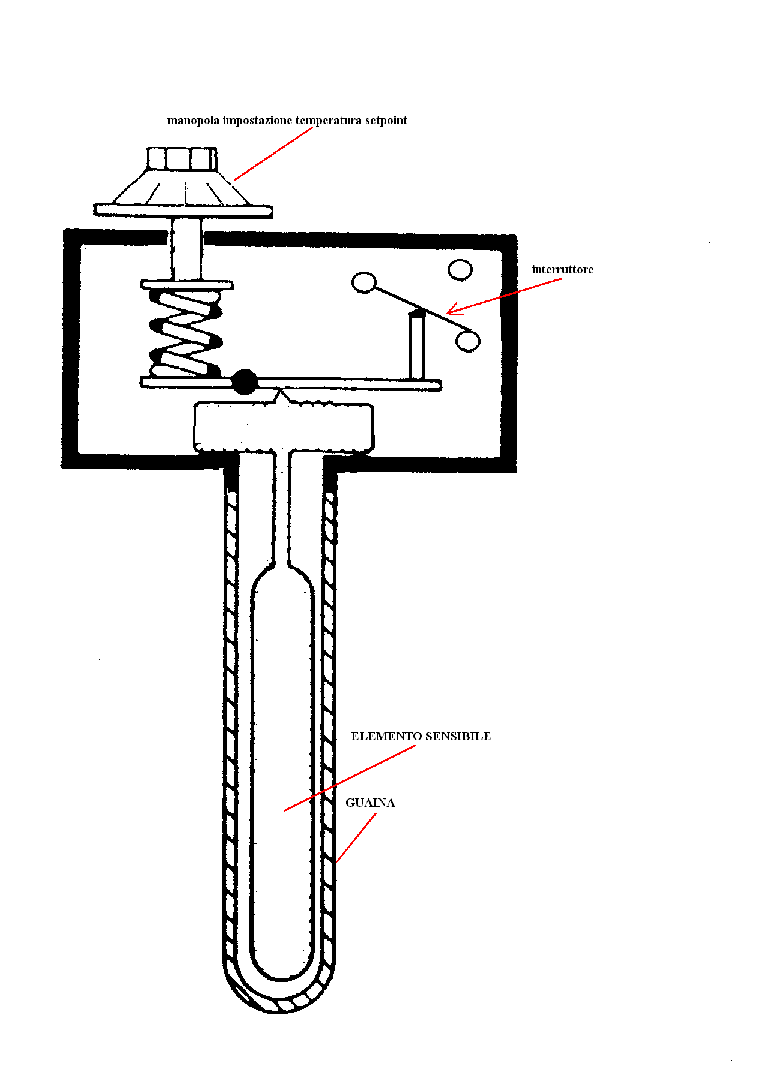
Figura 2

### A dilatazione di fluido
Nella figura 2 è rappresentato un termostato meccanico a dilatazione di fluido. L'elemento sensibile muove il soffietto che agisce tramite una leva sull'interruttore. Il sensore è immerso nel fluido di cui viene rilevata la temperatura.

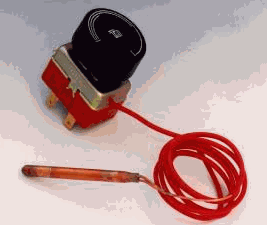
Figura 3

La figura 3 raffigura il caso in cui il bulbo contenente l'elemento sensibile sia disposto lontano dall'interruttore e ad esso collegato tramite un capillare (un tubo di connessione con diametro molto sottile).

### A lamina bimetallica
L'elemento sensibile può anche essere una lamina bimetallica, che è costituita da due lamine di differenti materiali unite insieme. Poiché i due materiali hanno coefficienti di dilatazione diversi, una variazione di temperatura comporta una incurvatura della lamina che può quindi agire direttamente da interruttore (vedi figura 4).
Questo dispositivo, chiamato anticipatore di calore, dice al termostato quando spegnere i bruciatori del riscaldamento. Quando non funziona correttamente, può far sì che il riscaldamento si accenda e si spenga più spesso del necessario. Se il vostro anticipatore di calore non è impostato correttamente, richiederà una regolazione.

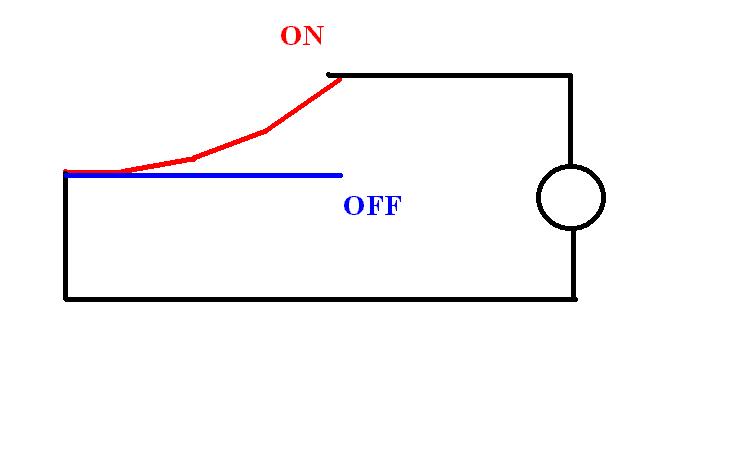
Figura 4

### A cera

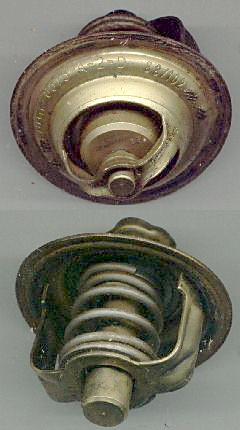
Figura 5

Nei motori con raffreddamento ad "acqua" un termostato gestisce il flusso del liquido di raffreddamento all'aumentare o al diminuire della temperatura del motore. In questo caso l'elemento sensibile è una cera, e la temperatura di inizio apertura del termostato può variare tra i 70 e 95 °C (figura 5).

## Termostati elettronici
In questi tipi di termostati l'elemento sensibile è tipicamente un resistore il cui valore di resistenza è variabile con la temperatura (ad esempio un termistore NTC), oppure un dispositivo a semiconduttore, (ad esempio l'IC LM35), il quale, inserito in un circuito elettronico, comanda lo stato on-off di un relè o di altro dispositivo allo stato solido. Questi tipi di termostati apportano tutti i vantaggi dell'elettronica alla regolazione ON-OFF di un'apparecchiatura. Ad esempio i termostati ambiente consentono la memorizzazione dei periodi di riscaldamento, sia giornaliero che settimanale, e del relativo setpoint. Possono comandare inoltre sia una caldaia che un climatizzatore.
La regolazione della temperatura può essere effettuata in modo anche più raffinato della semplice commutazione ON-OFF, ovvero in modo lineare, come nel caso degli oscillatori termocompensati (TCXO), stabilizzati ad una temperatura costante tramite un circuito lineare costituito da un amplificatore pilotato da un sensore termico il quale invia la corrente adeguata ad un resistore, per mantenere in equilibrio la temperatura della cella contenente il quarzo oscillatore. Utilizzando un circuito digitale è possibile creare una curva ottimale per il raggiungimento del punto termico prefissato; tramite un convertitore A/D, ed un firmware costituito da una tabella con i codici esadecimali necessari per il pilotaggio di un convertitore D/A, è possibile forzare l'amplificatore a fornire quantità diverse di corrente al resistore riscaldante, a seconda di quanto dista il valore di temperatura prefissato.